# العدل عند الاثنا عشرية
عدّ علماء الشيعة الامامية، العدل من أصول الدين وتعتبر هذه الصفة باعتقادهم من أهمّ الصفات الالهية التي اكدت عليها الايات والروايات وبهذه الصفة تثبت النبوة والإمامة والمعاد كاحد ادلتها وان كانت هناك ادلة أخرى عليها.

## العدل أصل من أصول الدين
اتفق المسلمون بجميع طوائفهم ونحلهم علی التوحيد والنبوة والمعاد باعتبارها أصول الدين ولكن يعتقد الشيعة الإمامية، بالعدل والإمامة كأصل من الدين مضافة على الاصول التي اتفق عليها المسلمون.
وأمّا أصل العدل هوالإعتقاد بأنّ الله عادل بالعدل الذي هو مقابل الظلم والجور، أي لا يفعل القبيح ولا يترك ما ينبغي فعله. فكل خلق أو رزق أو عطاء أو منع، صدر منه هو لغاية وهدف، وإن لم يعلم الإنسان به.
يقول العلاّمة الحلّي:
وأمّا التفاوت والفوارق الموجودة بين أبناء المجتمع في اعطاء المواهب والنعم من قبل الله، كلّ ذلك يعتبر اختبار الهي وأن كل إنسان يحاسَب على عمله فقال تعالى: ﴿وَهُوَ الَّذِي جَعَلَكُمْ خَلَائِفَ الْأَرْضِ وَرَفَعَ بَعْضَكُمْ فَوْقَ بَعْضٍ دَرَجَاتٍ لِيَبْلُوَكُمْ فِي مَا آتَاكُمْ إِنَّ رَبَّكَ سَرِيعُ الْعِقَابِ وَإِنَّهُ لَغَفُورٌ رَحِيمٌ ۝١٦٥﴾ [الأنعام:165]

## الإستدلال
وأمّا من دلائل الشيعة في إفراد صفة العدالة واعتبارها أصلًا من أصول الدين الخمسة، هي:
الأوّل : إنَّ العدالة هی من صفات الله التی تترتب عليها الكثير من صفات الإلهية الاخری. لأنَّ معنى العدالة هو وضع الاُمور في مواضعها. وعلى ذلك تعتمد صفات أخرى‌ مثل الحكيم والرّزاق علی عدالة الله في معانيها.
الثاني : بهذه الصفة يمكن إثبات النبوة والإمامة والمعاد كاحد ادلتها وان كانت هناك ادلة أخرى عليها:
أوّلا: إرسال اللّه تعالى للأنبياء بالهدى ودين الحقّ لهداية البشر.
ثانياً: تسديد الأنبياء بمعاجز كي يثق الناس بهم ويطمئنوا بأنّهم هم الذين أرسلهم الله لهدايتهم.
2 ـ الصلة بين "العدل" و "الإمامة" :
3 ـ الصلة بين "العدل" و "المعاد" :
الثالث: أمر تاريخي، وهو أنّ قسماً من أهل السنّة (وهم الأشاعرة) قد أنكروا عدالة الله ، معتبرين بانَّ لا معنى للعدالة والظلم للَّه، ومالكية الله سبحانه وتعالى لعباده تعطيه حقّ أن يفعل بهم ما يشاء، فلا يبقى معنى للظلم في ما إذا عاقبهم بلا ذنب.
وهذا ما أوجب تأكيد الشيعة على عدل الله سبحانه وتعالى.
الرابع: بما أنّ العدالة الاجتماعية أصبحت من أهم اسس المجتمع الإنساني فاختيار العدالة كأصل من أصول الدين يمثل رمزاً لاحياء العدل في المجتمعات البشرية ومكافحة كل أنواع الظلم.